# モノリスの怪物 宇宙からの脅威

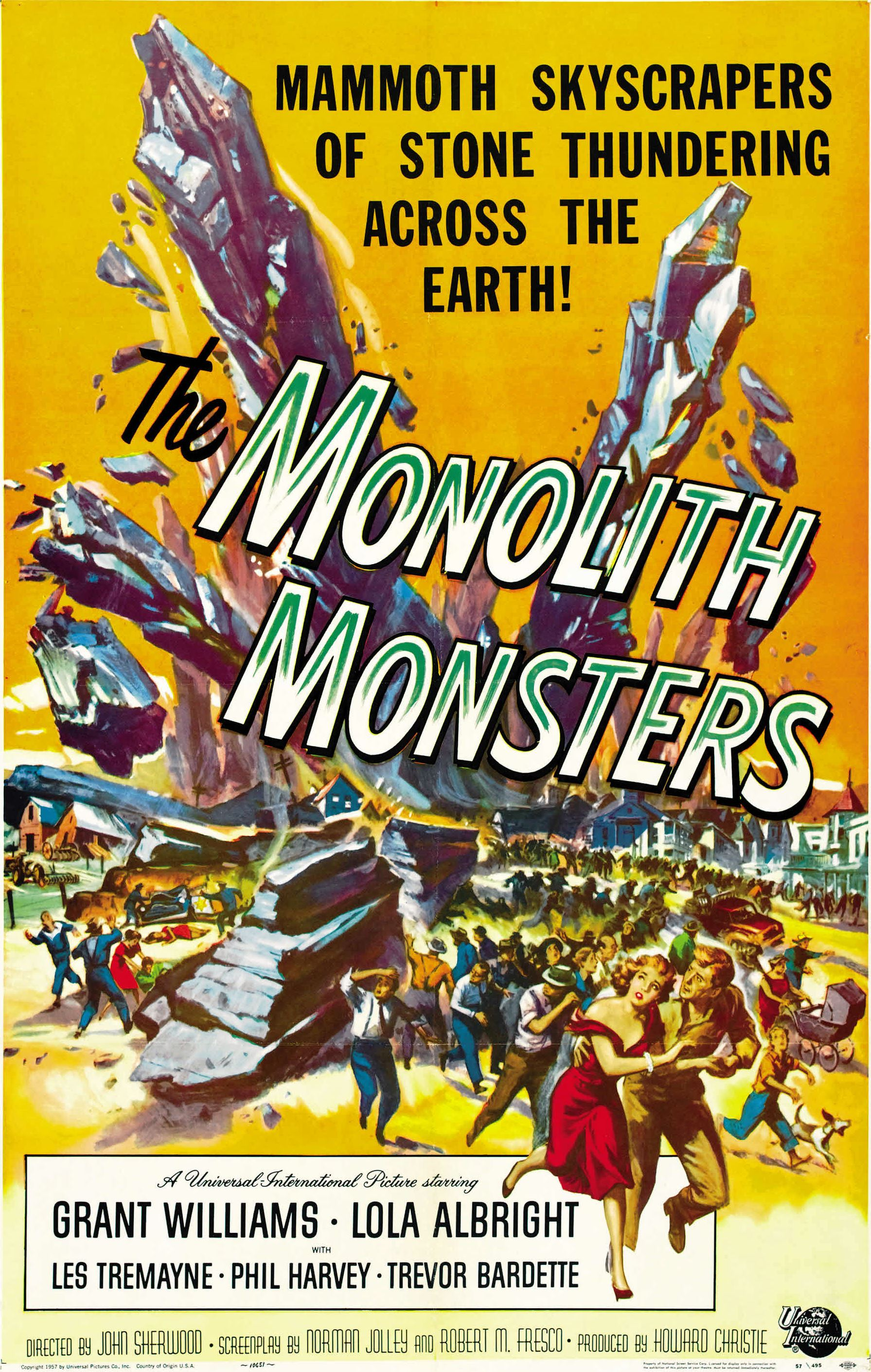
ポスター

『モノリスの怪物 宇宙からの脅威』（モノリスのかいぶつ うちゅうからのきょうい、The Monolith Monsters）は、1957年公開のアメリカ合衆国のSF映画。 ユニバーサル配給。77分。モノクロ。長らく日本未公開だったが2014年2月19日にランコーポレーションより字幕版のDVDが発売された。

## あらすじ
ある日、山中に隕石が落下し、多くの破片が飛散した。しかし近郊の小さな町サンアンジェロの住民は誰もそれに気付かなかった。
土木事務所職員ベンは路上に転がる「黒い石」を発見し、事務所に持ち帰る。翌朝ベンの同僚デイブが出勤すると、事務所が「黒い石」だらけになっており、ベンが死んでいた。医師や警察が調査をはじめ、事件の匂いを嗅ぎつけた記者のコクレーンが参加する。医師は、ベンの死因は不明だが皮膚が非常に硬くなっていた、と発表する。
デイブはコクレーンからベンが「黒い石」を拾ったことを聞き、恋人のキャシーが校外学習の引率で山にいることから、彼女に注意するため山へ行く。そこでキャシーから、生徒のジニーが「黒い石」を持って帰ったことを聞いたデイブは、ジニーの家に行く。すると、家は破壊され、ジニーの両親は死亡、ジニーは生き残ったものの皮膚が硬化し始めていた。デイブとキャシーはジニーをロサンゼルスの病院へ入院させる。
デイブは大学時代の恩師であるフランダース教授に相談し、快諾したフランダースが現地調査を行う。それにより山中のクレーターが発見され、「黒い石」が宇宙からの隕石であることがわかった。調査の結果この隕石には、接触したシリコンを吸収すること、水に触れると大きく成長すること、隕石に触れることで皮膚硬化症が起きることなどが判明する。
その頃、サンアンジェロに大きな低気圧が接近。豪雨をあびて急成長した隕石はそれぞれが高さ数十メートルの巨大な黒い石板（モノリス）となり、山間部の住人たちが壊滅的な被害を受ける。成長と崩壊を繰り返して範囲を広げるモノリスの大波がサンアンジェロの町に迫る。

## スタッフ
- 製作：ハワード・クリスティ
- 監督：ジョン・シャーウッド
- 原案：ジャック・アーノルド、ロバート・M・フレスコ
- 脚本：ロバート・M・フレスコ、 ノーマン・ジョリー
- 撮影：エリス・W・カーター
- 特撮：クリフォード・スタイン

## キャスト
| 役名                         | キャスト                                         | 備考                                     |
| ---------------------------- | ------------------------------------------------ | ---------------------------------------- |
| デイブ・ミラー               | グラント・ウィリアムス                           | サンアンジェロの土木事務所職員           |
| キャシー・バレット           | ローラ・オルブライト (Lola Albright)             | 教師。デイブの恋人                       |
| ベン・ギルバート             | フィル・ハーベイ (Phil Harvey)                   | 土木事務所職員。デイブの同僚             |
| ジニー・シンプソン           | リンダ・シェリー (Linda Scheley)                 | キャシーの教え子の一人                   |
| マーチン・コクレーン         | トレヴァー・バーデット (Trevor Bardette)         | 地元紙の記者                             |
| ダン・コーリー署長           | ウィリアム・フラエティ (William Flaherty)        | サンアンジェロの警察署長                 |
| レイノルズ医師               | リチャード・H・カッティング (Richard H. Cutting) | サンアンジェロの医師                     |
| アーサー・フランダース教授   | レス・トレメイン (Lester Tremayne)               | デイブの大学時代の恩師                   |
| スティーブ・ヘンドリクス医師 | ハリー・ジャクソン (Harry Jackson)               | ジニーの治療を担当するロサンゼルスの医師 |